# جوزيف ناثان
جوزيف ناثان (بالإنجليزية: Joseph Nathan)‏ هو شخصية أعمال نيوزيلندي، ولد في 1835 في هاوندسديتش ‏ في المملكة المتحدة، وتوفي في 2 مايو 1912 في لندن في المملكة المتحدة.

## معرض صور

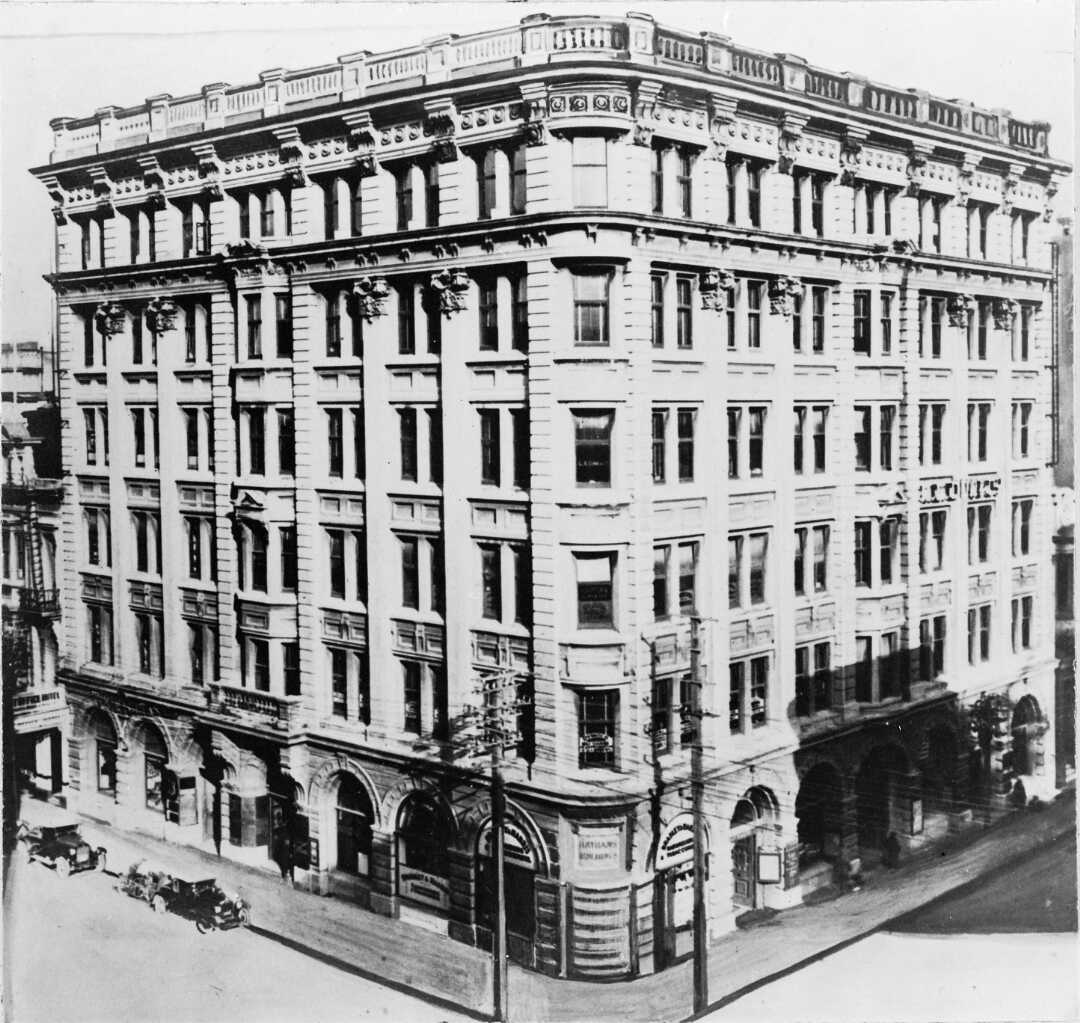
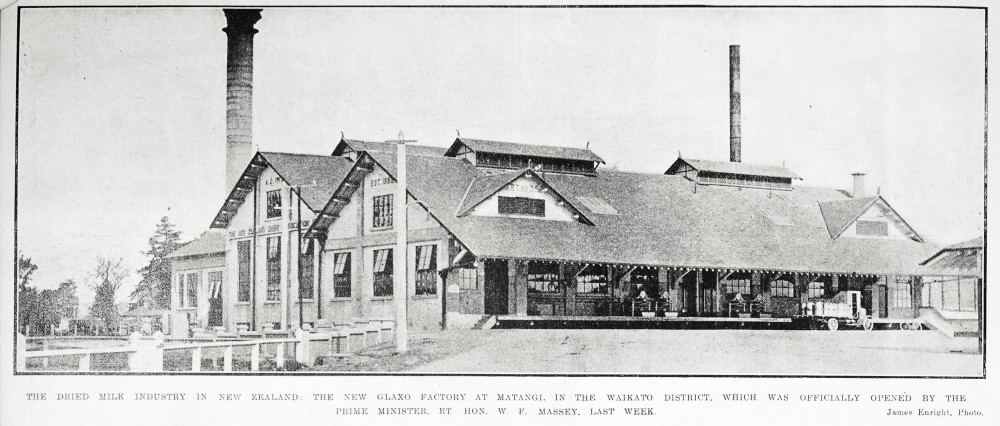
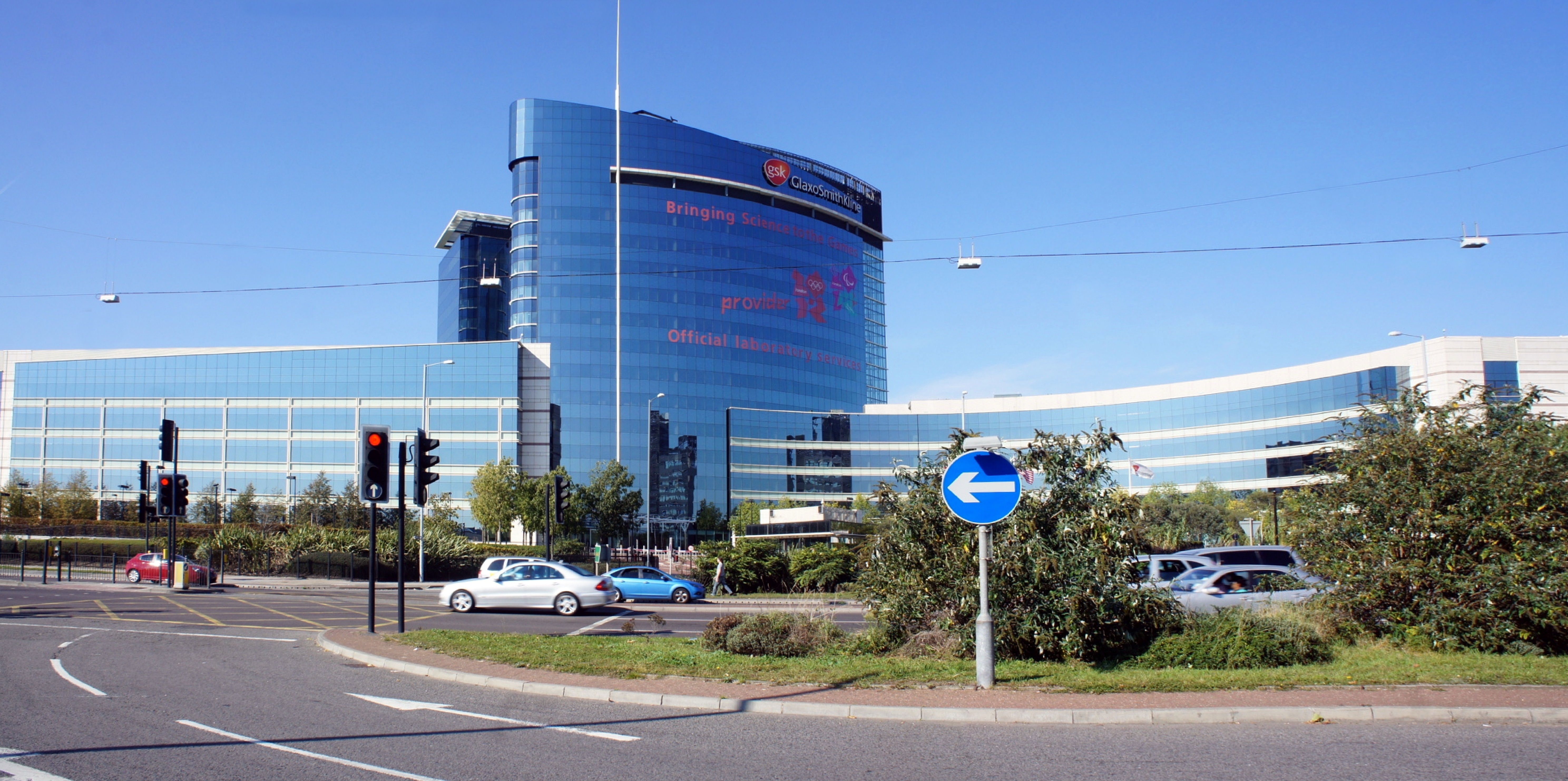
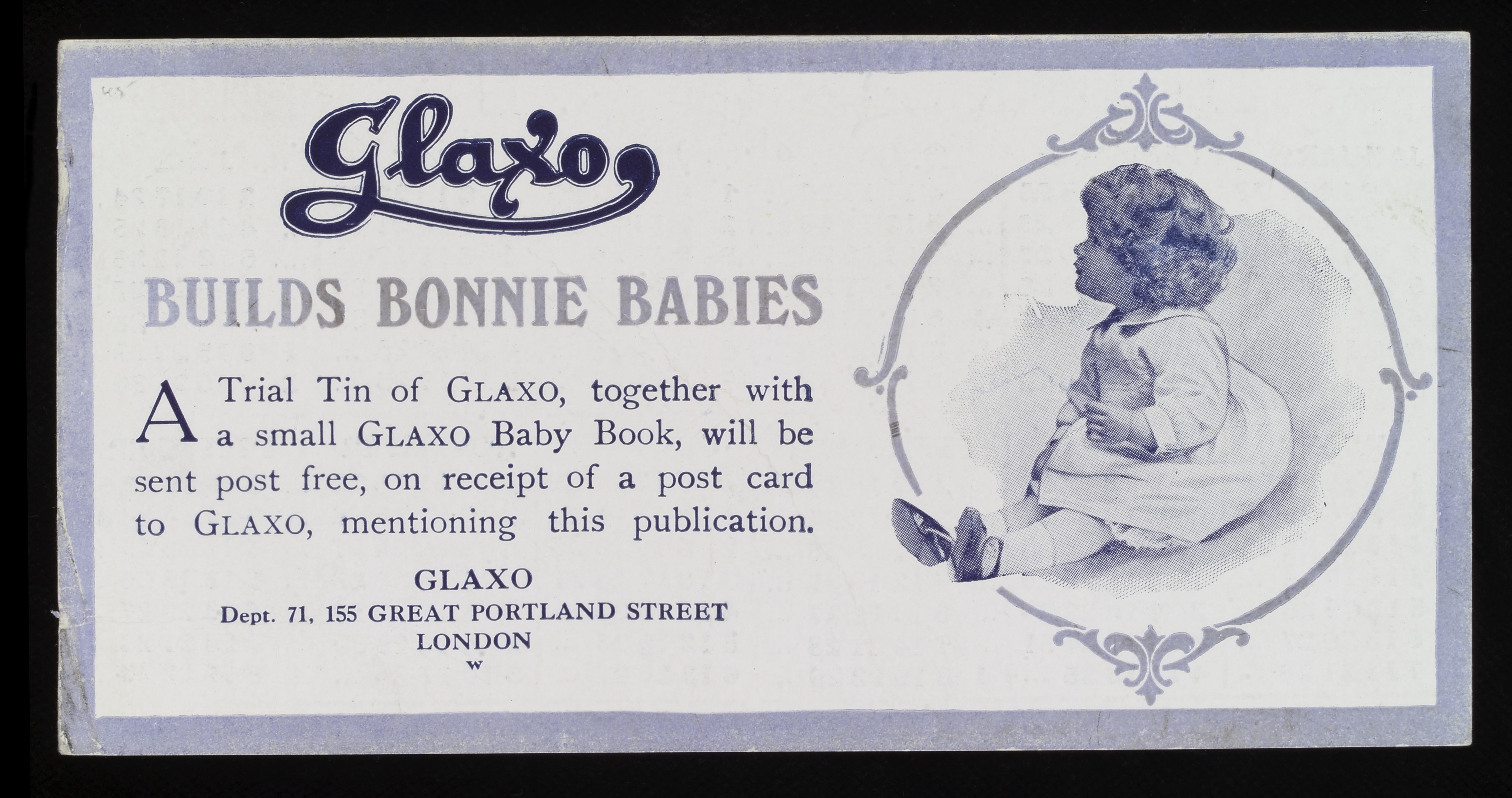